# Disasterpeace
Richard Vreeland, más conocido por su nombre artístico Disasterpeace, (Staten Island, 29 de junio de 1986) es un músico y compositor estadounidense. Se inició en la música tras aprender la ejecución de la guitarra mientras cursaba sus estudios y empezó a componer a la edad de 17 años. Conocido como un artista chiptune, Vreeland obtuvo un mayor reconocimiento por componer la banda sonora de la película de terror It Follows.

## Carrera
Tras componer la banda sonora del popular videojuego Fez, Vreeland compuso la música para la aclamada cinta de terror It Follows de David Robert Mitchell. El mismo director de la película solicitó sus servicios tras declararse fanático de Fez y especialmente de su banda sonora.
Dos años después el músico compuso la banda sonora del videojuego Hyper Light Drifter, producción desarrollada por la compañía Heart Machine en 2016. La banda sonora sigue los estándares de composición de Vreeland y fue mencionada como una de las mejores bandas sonoras de ese año en la publicación FACT.

## Discografía

### Álbumes de estudio
| Year | Title                                  | Notes |
| ---- | -------------------------------------- | ----- |
| 2004 | History of the Vreeland                | N/A   |
| 2005 | The Chronicles of Jammage the Jam Mage | N/A   |
| 2006 | Atebite and the Warring Nations        | N/A   |
| 2007 | Under the Influence                    | N/A   |
| 2007 | Level                                  | N/A   |
| 2007 | Neutralite                             | N/A   |
| 2011 | Rise of the Obsidian Interstellar      | N/A   |

### EPs
| Year | Title                     | Notes   |
| ---- | ------------------------- | ------- |
| 2006 | Daniel, Matthew & Richard | N/A     |
| 2006 | Cereal Code               | N/A     |
| 2007 | Noon Kids                 | B-sides |
| 2010 | Midnight Orphans          | B-sides |
| 2010 | West                      | N/A     |
| 2011 | Deorbit                   | B-sides |
| 2013 | Strays                    | B-sides |
| 2016 | Mud Water                 | Theatre |

### Bandas sonoras
| Año  | Título                                                           | Notas                      |
| ---- | ---------------------------------------------------------------- | -------------------------- |
| 2007 | Limeade Grin                                                     | Videojuego                 |
| 2008 | Rescue: The Beagles                                              | Videojuego                 |
| 2009 | Drawn To Life: The Next Chapter (UST)                            | Videojuego                 |
| 2009 | Woosh                                                            | Videojuego                 |
| 2009 | Waker                                                            | Videojuego                 |
| 2009 | High Strangeness                                                 | Videojuego                 |
| 2009 | Bomberman Live: Battlefest (UST)                                 | Videojuego                 |
| 2009 | Bright-Coves                                                     | Videojuego                 |
| 2010 | Astral Puzzle Meltdown                                           | Videojuego                 |
| 2010 | Bonk: Brink Of Extinction (UST)                                  | Videojuego                 |
| 2010 | Passcode: Soul Of The Traveler                                   | Serie web                  |
| 2010 | Cat Astro Phi                                                    | Videojuego                 |
| 2011 | 360° Sharks                                                      | Videojuego                 |
| 2011 | Puzzle Agent (UST)                                               | Videojuego                 |
| 2011 | ZONR                                                             | Videojuego                 |
| 2012 | Fez                                                              | Videojuego                 |
| 2012 | Shoot Many Robots                                                | Videojuego                 |
| 2012 | KRUNCH                                                           | Videojuego                 |
| 2013 | Runner2 (UST)                                                    | Videojuego                 |
| 2013 | FZ: Side F                                                       | Videojuego                 |
| 2013 | FZ: Side Z                                                       | Videojuego                 |
| 2013 | Apoc Wars                                                        | Videojuego                 |
| 2013 | Somewhere                                                        | Cortometraje               |
| 2013 | FAMAZE                                                           | Videojuego                 |
| 2014 | The Floor Is Jelly                                               | Videojuego                 |
| 2014 | Monsters Ate My Birthday Cake                                    | Videojuego                 |
| 2014 | Cannon Brawl                                                     | Videojuego                 |
| 2015 | It Follows                                                       | Largometraje               |
| 2015 | Loop Ring Chop Drink                                             | Cortometraje               |
| 2015 | Gunhouse                                                         | Videojuego                 |
| 2015 | Mini Metro                                                       | Videojuego                 |
| 2016 | Bad Jubies                                                       | Episodio de Adventure Time |
| 2016 | Hyper Light Drifter                                              | Videojuego                 |
| 2016 | Reigns (UST)                                                     | Videojuego                 |
| 2016 | Beasts of Balance                                                | Videojuego                 |
| 2017 | Ram Son (original soundtrack for River City Ransom: Underground) | Videojuego                 |
| 2018 | Under the Silver Lake                                            | Largometraje               |
| 2019 | Triple Frontier                                                  | Largometraje               |
| 2019 | Crimson Tooth                                                    | Videojuego                 |
| 2021 | Solar Ash                                                        | Videojuego                 |
| 2021 | Marcel the Shell with Shoes On                                   | Largometraje               |
| 2022 | Bodies Bodies Bodies                                             | Largometraje               |
| 2022 | Hyper Light Fragments                                            | Videojuego                 |
| 2022 | Paradise Marsh                                                   | Videojuego                 |
| 2023 | Soundodger 2                                                     | Videojuego                 |
| 2024 | Viktor                                                           | Largometraje               |